# 玛丽亚·玛尔维娜·格特勒
玛丽亚·玛尔维娜·格特勒（Maria Malvina Gertler）出生在布达佩斯或是波兰，是菲伦兹·约瑟夫·格特勒（Ferenz Joseph Gertler）之女:557。很多人称她为“曼茜”（Manci），是一个女冒险家。
玛丽亚·玛尔维娜·格特勒于1935年到达英国，1938年同埃芬厄姆霍华德勋爵莫布雷结婚:557。玛丽亚·玛尔维娜·格特勒曾加入英国法西斯联盟:311。
玛丽亚·玛尔维娜·格特勒甚至在二战爆发前就被怀疑是间谍。并于1941年2月10日被关进霍洛威监狱。因为缺乏证据，她于1941年7月16日被释放。她在1945或1946年时同霍华德离婚:557。